# Ханн, Георг
Георг Ханн (нем. Georg Hann; 30 января 1897, Вена — 9 декабря 1950, Мюнхен) — австрийский оперный певец (бас, бас-баритон).

## Биография
В период Первой мировой войны служил в австрийской армии, вышел в отставку в 1918 г. в звании лейтенанта. Затем учился в студии пения у Тео Лирхаммера (нем. Theo Lierhammer) в Венской академии музыки и исполнительского искусства. С 1927 г. и до конца жизни — в труппе Баварской государственной оперы (Мюнхен), в 1946 г. — также Венской государственной оперы. С 1931 года гастролировал на Зальцбургских фестивалях и в театрах Европы (Ковент-Гарден, Ла Скала, ла Монне, а также театры Берлина и Парижа).
Похоронен на Восточном кладбище (Мюнхен).

## Творчество
Обладал объёмным, исключительно отработанным голосом, который высоко оценивался как в концертном зале, так и в многочисленных записях. Обладал обширным песенным репертуаром, имел большой успех в концертах 1931—1941 и 1948—1949 гг.
Пел в премьерах опер:
- «Lucedia» Витторио Джаннини[англ.] (1934)
- «Каприччио» Р. Штрауса — Ла Рош (1942)

В числе ролей:
- Дон Пизарро — «Фиделио» Л. Бетховена
- Лепорелло — «Дон Жуан» В. А. Моцарта
- Иоканаан — «Саломея» Р. Штрауса
- Зарастро — «Волшебная флейта» В. А. Моцарта
- Господин фон Фаниналь; Барон Окс — «Кавалер розы» Р. Штрауса
- Вальднер — «Арабелла» Р. Штрауса
- Амфортас — «Парсифаль» Р. Вагнера
- Гунтер — «Гибель богов» Р. Вагнера
- Кецал — «Проданная невеста» Б .Сметаны
- Фальстаф — «Виндзорские проказницы» О. Николаи

### Дискография
Первые пластинки вышли во время Второй мировой войны:
Deutsche Grammophon
- «Сельская честь» П. Масканьи
- «Паяцы» Р. Леонкавалло
- «Риголетто» Дж. Верди

Vox Records
- «Летучий голландец» Р. Вагнера
- «Кавалер розы» Р. Штрауса

Urania
- «Коррехидор[нем.]» Х. Вольфа
- «Виндзорские проказницы» О. Николаи

Записи выпустили также Preiser, Acanta, Rodolphe Records, BASF.